# Südwest Messe

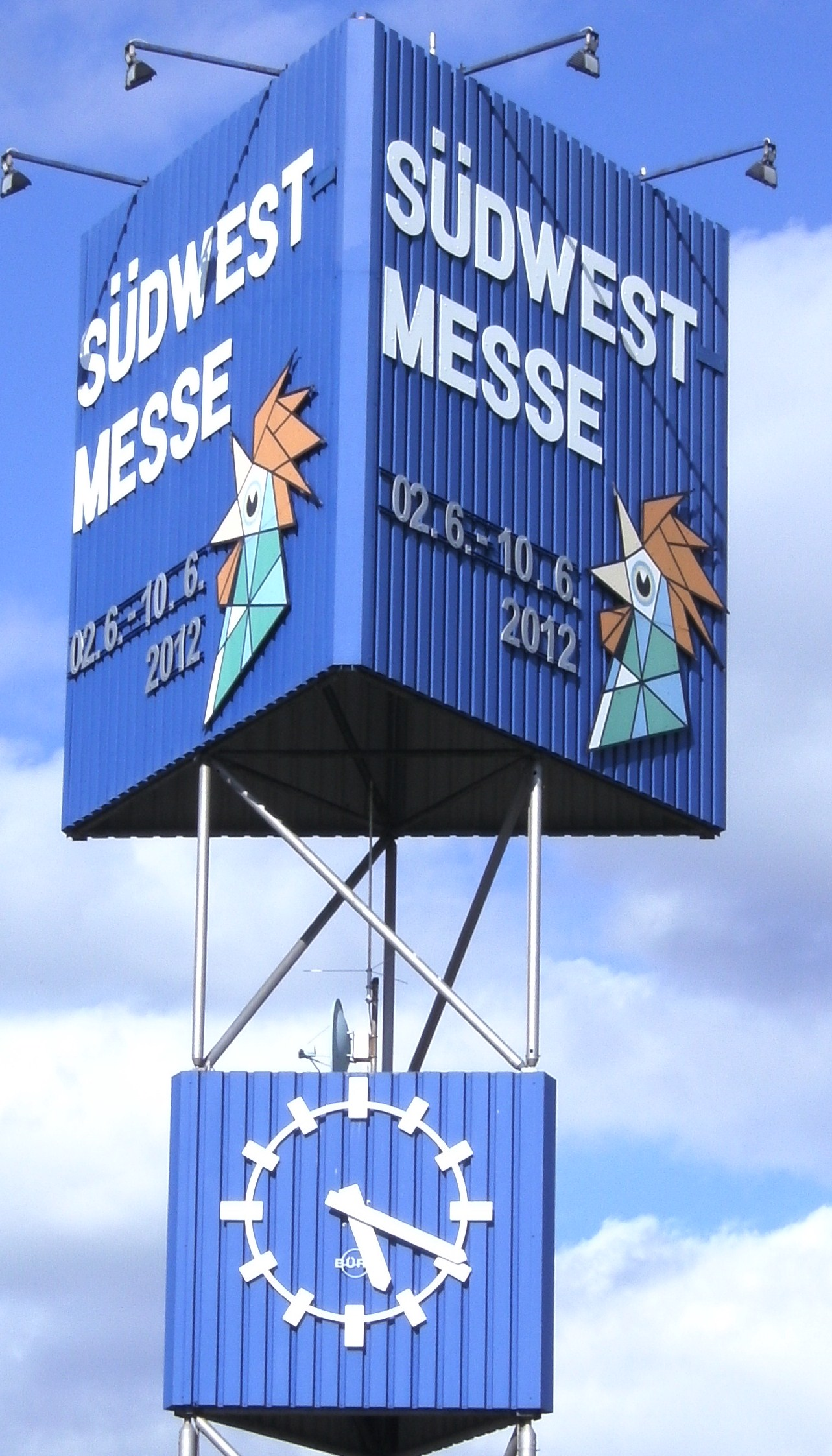
„Messeturm“ mit Logo der Südwest Messe und mit „Messeuhr“ von Bürk

Die Südwest Messe ist eine Publikums-Messe im Stadtbezirk Schwenningen der Stadt Villingen-Schwenningen.
Die Messe fand 1950 zum ersten Mal statt. Zunächst trug sie den Namen Südwest stellt aus. Seit 1953 befindet sie sich auf dem heute noch genutzten Messegelände.
Auf der Messe werden Produkte und Dienstleistungen aus den verschiedensten Lebensbereichen angeboten: Bauen und Wohnen, Gesundheit und Fitness, Haushalt, Garten und Landwirtschaft, Genuss und Kultur. Zur Zielgruppe gehören sowohl Endverbraucher, als auch Unternehmen. Zur Messe gehört auch eine ganzjährig geöffnete Fertighausausstellung, der HausBauPark Villingen-Schwenningen.
Die Südwest Messe findet jährlich in der Pfingstwoche statt. Mit rund 75.000 Besuchern während der neun Messetage, ca. 500 Ausstellern und rund 45.000 m2 Fläche ist sie eine der größten Regionalmessen in Süddeutschland.
Auf dem Gelände der Südwest Messe finden auch andere Messeveranstaltungen statt, etwa die Jobs for Future - Messe für Arbeitsplätze, Aus- und Weiterbildung, Studium, auf der Berufe sowie Unternehmen und Behörden in ihrer Eigenschaft als Arbeitgeber und Ausbildungsbetrieb, aber auch Weiterbildungseinrichtungen (weiterführende Schulen, Universitäten etc.) vorgestellt werden. Hier können direkt am Messestand Fragen gestellt, Kontakte geknüpft oder Bewerbungen abgegeben werden. Auch Informations-Veranstaltungen der IHK und des Arbeitsamtes werden angeboten. Seit 2017 findet im Zwei-Jahres-Turnus die Fachmesse DST Dreh- und Spantage Südwest statt. 
Weitere Veranstaltungen auf dem Messegelände VS sind beispielsweise SÜMA Süddeutsche Motorrad-Ausstellung, TRAU Die Hochzeitsmesse, Mein Hund, Badeparadies Schwarzwald Firmenlauf, Volksfest VS sowie Konzerte, Firmenevents und Hallenflohmärkte.